# Zarbiè
Zarbiè o Zarbienos (Zarbienus, Ζαρβιηνός) fou rei de Corduena.
Es va dirigir a Appi Claudi quan aquest era a Antioquia, amb intenció de sostreure's del jou de Tigranes II d'Armènia. Fou assassinat abans de l'arribada dels romans junt amb la seva dona i els fills. Quan Luci Licini Lucul·le (cònsol 74 aC) va arribar a Corduena li va dedicar uns funerals amb gran pompa i va encendre de pròpia mà la pira funerària, fent erigir també un sumptuós monument.